# Izobrazbeno novinarstvo
Izobrazbeno novinarstvo je novinarstvo koje je posve suprotno vojnom, jer je ono najviše u funkciji istine i objektivnosti. Ono za to ima potporu u znanstvenoj etici, koja znanost shvaća kao stalno i kritičko-eksperimentalno traganje za otkrivanje novih spoznaja, izuma, otkrića, kojima čovjek uvećava svoju slobodu. Izobrazbeno novinarstvo, kao popularizator provjerenih znanstvenih i umjetničkih vrijednosti, kao organ kulture nacije i svijeta, zato nastoji omogućiti svim ljudima maksimalizaciju vlastitog rasta i stjecanja stručnosti, jer ono polazi od osnovne maksime da što ljudi više znaju postaju uspješniji i sposobniji u profesionalnom smislu. 
Iz tog proizlazi niz konkretnih zadataka za izobrazneno novinarstvo:
- obavještavati o svim ključnim događajima, o zbivanjima u prosvjeti i školstvu,
- naglašavati pozitivne uzore, isticati najbolje namještenike u prosvjeti, roditelje, pa i učenike, kako bi se motivacija za samoobrazovanjem podigla na što veću moguću razinu,
- širiti među zaposlenima u prosvjeti pedagoške inovacije, kako bi se školski sustav stalno poboljšavao i usavršavao,
- propagirati nove izume, posebno danas elektronička računala i njihovu implementaciju u školske sustave, jer one nose treću pismenost koja će prevladavati u 21.stoljeću, izobrazbeno novinarstvo ima tri žurnalističke značajke:
- objektivno prikazivanje svega što je pozitivno i što ubrzava i inovira obrazovni proces,
- kritičko vrednovanje svega u procesu izobrazbe, a posebno onoga što koči i umanjuje rezultate školskog sustava i
- zauzimanje za inovacije, primjenu nove tehnologije i novih modela kojima se može reformirati dosadašnji školski sustav.

Mataušić [Koji?]naglašava [Gdje? U kojoj knjizi ili članku?]" moglo bi se reći da je televizija postala članom obitelji... Neka istraživanja su pokazala da je do čak 80% svakodnevnih razgovora članova obitelji povezano s temama koje donose masmediji.
O velikom utjecaju audiovizualnih sredstava u odgoju svjedoči i istraživanje što je provedeno u Francuskoj na Psihoneuro-fiziološkom institutu u Mouginu 1969., čiji su zaključci iznenađujući:
- Za nastavu audiovizualnom sredstvima treba 50% manje vremena nego za nastavu tradicionalnim sredstvima.
- Za ljude s prosječnom inteligencijom nastava je 55% ( a za one sa slabom inteligencijom čak i 77%) pristupačnija ako se primjenjuju audiovizualna sredstva.
- Audiovizualno posredovane informacije zadržavaju se u tzv. kratkotrajnom sjećanju 45-65% bolje nego samo verbalne informacije.
- Kod 75% osoba pozornost se u obuci audiovizualnim sredstvima bitno povećava.
- Kod 47% osoba koje su obučavane audio vizualno, javlja se veliko, a kod 26% vrlo veliko povećanje znanja, odnosno psihosocijalnog ponašanja, a iste su pojave uočene kod 25%, odnosno 9% onih koji su uvježbavani samo verbalnim načinom.